# Palicanus caudatus
Genre
Espèce
Synonymes
- Syrisca barkudensis Gravely, 1931
- Systaria barkudensis (Gravely, 1931)

Palicanus caudatus, unique représentant du genre Palicanus, est une espèce d'araignées aranéomorphes de la famille des Miturgidae.

## Distribution
Cette espèce se rencontre en Chine, en Indonésie, en Birmanie, en Inde, à La Réunion et aux Seychelles.

## Description
Le mâle holotype mesure 7,5 mm.
Le mâle décrit par Deeleman-Reinhold en 2001 mesure 8,0 mm et la femelle 7,90 mm.
Le mâle décrit par Sankaran et Sebastian en 2019 mesure 7,07 mm.

## Publication originale
- Thorell, 1897 : Viaggio di Leonardo Fea in Birmania e regioni vicine. LXXIII. Secondo saggio sui Ragni birmani. I. Parallelodontes. Tubitelariae. Annali del Museo Civico di Storia Naturale di Genova, sér. 2, vol. 17, p. 161-267 (texte intégral).